# هوره (نبات)
هُوْرَه (الاسم العلمي: Hura)، جنس من الأشجار من فصيلة الفربيونية وصفها كارل لينيوس عام 1753. موطنها الأصلي أمريكا الجنوبية وأمريكا الوسطى وجزر الهند الغربية.